# Win Butler
Edwin «Win» Farnham Butler III (Truckee, California, 14 de abril de 1980) es un músico estadounidense, principal compositor de la banda canadiense Arcade Fire, conjunto de rock independiente de Montreal, conformado también por su esposa Régine Chassagne y su hermano William Butler.

## Primeros años
Nació en la ciudad californiana de Truckee aunque se crio en The Woodlands, Texas. Es nieto del guitarrista de jazz Alvino Rey y su abuela, Luise, era miembro de las «King sisters», que formaba parte de un programa de variedad semanal de la ABC llamado The king family show. Su madre, Liza, toca el arpa y canta.
A la edad de 15 años, comenzó a asistir a la Phillips Exeter Academy, una escuela preparatoria en Nuevo Hampshire. Allí jugó al baloncesto y Softball, y participó en diferentes bandas, destacando Willy Wanker and the chocolate factory.
En la escuela, Win era popular; una sección especial le fue asignada en el anuario, que él llenó con un poema sobre Exeter y una fotografía donde el director Tyler C. Tingley alzaba su mano. Después de graduarse, estudió fotografía en Sarah Lawrence College donde encontró a la profesora y escritora Eireann Corrigan, con quien estableció una conexión muy fuerte, pero se marchó después de un año.
Win se mudó a Montreal en 2000 para asistir a la Universidad McGill, donde encontraría a su futura esposa, Régine Chassagne, cuya familia se había trasladado a Montreal escapando de la guerra en Haití, con la que fundó la exitosa banda de indie rock Arcade Fire.
Win participó en el proyecto de la UNICEF  "Do they know it's raining man?, alleluya" junto a su esposa y otros músicos.

## Controversias

### Acusaciones de abuso sexual
Butler en numerosas veces ha sido acusado y ha recibido denuncias de abuso sexual, contando con un total de 5 acusaciones conocidas a la fecha hacia el vocalista, la última reportada y anunciada en agosto de 2023. 
Una mujer que oculto su identidad y se denominó llamarse "Sabina" de forma anónima se rumorea que en el 2015 ella mencionó que fue abusada sexualmente por Butler a través de una entrevista realizada por: Pitchfork en donde la víctima estuvo presente, los otros cuatro casos conocidos fueron mencionados por tres mujeres de alrededor de entre 18 y 25 años que realizaron denuncias hacia el vocalista por insinuaciones sexuales explícitas, el último caso fue de una persona no binaria que comentó que conoció al vocalista en un concierto que el realizó con Arcade Fire en Montreal y que posteriormente recibió el mismo trato que las tres mujeres anteriormente mencionadas.
La esposa del vocalista Régine Chassagne debido a que se entero de las acusaciones hacia el vocalista, afirmó y reveló que Butler realizó dichos actos.
A la fecha aún las denuncias realizadas por las mujeres que fueron víctimas de Butler, se siguen exigiendo que se hagan justicia.